# Halina Konopacka
Halina Konopacka   (Rawa Mazowiecka, 26 de febrer de 1900 - Daytona Beach, 28 de gener de 1989), Leonarda Kazimiera Konopacka-Matuszewska-Szczerbińska va ser una atleta polonesa, especialista en el llançament de disc, que va competir durant les dècades de 1920 i 1930. Després de retirar-se de l'atletisme es va convertir en escriptora i poetessa. Després de la Segona Guerra Mundial va emigrar als Estats Units, on va morir.
Konopacka va néixer a Rawa Mazowiecka, Imperi Rus, i va créixer a Varsòvia, on es va formar a hípica, natació i patinatge. Mentre estudiava a la Facultat de Filologia de la Universitat de Varsòvia va començar a practicar l'esquí i l'atletisme, però aviat va abandonar els esports d'hivern perquè les instal·lacions estaven massa lluny de casa seva. El 1926, amb tan sols uns pocs mesos de formació, va establir el seu primer rècord mundial en el llançament de disc. El 1927 i 1928 n'aconseguí dos més.
El 1928 va prendre part en els Jocs Olímpics d'Amsterdam, on va guanyar la medalla d'or en la prova del llançament de disc del programa d'atletisme.
El 1928 es va casar amb Ignacy Matuszewski, el ministre d'Hisenda de Polònia. Es va retirar de l'atletisme el 1931, però va continuar practicant diferents esports, com l'esquí, el tennis i les curses de cotxes. Va ser homenatjada als Jocs Olímpics d'hivern i d'estiu de 1936 i fou membre del Comitè Olímpic Polonès entre 1938 i 1939.
Pels estudis rebuts, dominava amb fluïdesa tres llengües estrangeres, cosa que la va animar a escriure. El seu primer llibre de poesia Któregoś dnia data de 1929, i posteriorment va publicar els seus poemes a la revista literària del grup Skamander i al Wiadomości Literackie, el primer periòdic literari de la Polònia d'entreguerres. Va obtenir el reconeixement d'escriptors reconeguts com Mieczysław Grydzewski, Kazimierz Wierzyński i Antoni Słonimski. Segons la professora Anna Nasiłowska, les obres de Konopacka es valoren pel seu enfocament feminista en l'anàlisi de la relació entre l'home i la dona, per la seva reminiscència de la joventut i pel tractament del tema de la gelosia.
El setembre del 1939, a l'inici de la Segona Guerra Mundial, va ajudar al seu marit, Ignacy Matuszewski, exministre d'Hisenda, a enviar les reserves d'or del Banc Nacional Polonès a França per ajudar a finançar el govern polonès a l'exili. Després que França es lliurés a Alemanya el juny de 1940, la parella va emigrar als Estats Units, on va arribar el setembre de 1941 després d'un periple per Espanya, Portugal i Brasil. Després que el seu marit morís de manera sobtada a Nova York el 1946, va fundar una escola d'esquí i dissenyà roba. El 1949 es va casar amb George Szczerbiński, un jugador de tennis. Després de la mort del seu segon marit, el 1959, es traslladà a Florida, on el 1960 es va graduar en art i va fer de pintora, treballant sota l'àlies d'Helen George. Va pintar principalment flors. Va morir el 28 de gener de 1989, [1] i poc després va ser guardonada a nivell pòstum amb la Creu de Plata del Mèrit pel govern polonès. Les seves cendres van ser dipositades al Cementiri de Bródno de Varsòvia.

## Millors marques
- Llançament de pes. 11,33 m (1930)
- Llançament de javelina. 34,83 m (1930)
- Llançament de disc. 39,62 m (1928) Rècord del món[2][4]